# Amália Sterbinszky
Amália Sterbinszky (Hajdúszoboszló, 29 de septiembre de 1950-Copenhague, 3 de abril de 2025) fue una balonmanista y entrenadora húngara, elegida la mejor balonmanista del siglo XX en Hungría.

## Datos
Amália Sterbinszky compitió en dos Juegos Olímpicos (1976, 1980), ganando la medalla de bronce en el primero. También consiguió tres medallas de bronce en los Campeonatos del Mundo y coronó su larga y exitosa carrera internacional con una medalla de plata en el Mundial de 1982, que se celebró en su suelo natal. Terminó su carrera en Dinamarca y posteriormente asumió el puesto de entrenador de la selección nacional danesa.
Falleció en un hospital de Copenhague el 3 de abril de 2025 a los 74 años de edad.

## Logros
- Nemzeti Bajnokság I:
  - Ganadora: 1971, 1973, 1974, 1975, 1976, 1977, 1978, 1979, 1980, 1981, 1982
- Copa Magyar:
  - Ganadora: 1970, 1972, 1974, 1976, 1978, 1979, 1980, 1981, 1982
- Liga de balonmano femenino:
  - Ganadora: 1983, 1984
- Copa de Campeones:
  - Ganadora: 1982
  - Finalista: 1971, 1978, 1979
- Juegos Olímpicos:
  - Medallista de bronce: 1976
- Campeonato Mundial:
  - Medallista de plata: 1982
  - Medallista de bronce: 1971, 1975, 1978

## Premios y reconocimientos
- Nemzeti Bajnokság I Máximo goleador: 1977
- Balonmanista húngaro del año: 1974, 1976, 1977
- Anillo de Oro de Vasas SC: 2006
- Balonmanista húngaro del siglo XX